# Rhynchosia preussii
Rhynchosia preussii är en ärtväxtart som först beskrevs av Hermann August Theodor Harms, och fick sitt nu gällande namn av Hermann August Theodor Harms. Rhynchosia preussii ingår i släktet Rhynchosia och familjen ärtväxter. Inga underarter finns listade i Catalogue of Life.